# Луговая (Тульская область)
Луговая — деревня в Киреевском районе Тульской области России.
В рамках административно-территориального устройства входит в Богучаровский сельский округ Киреевского района, в рамках организации местного самоуправления включается в сельское поселение Богучаровское.

## История
В 1961 году указом Президиума Верховного Совета РСФСР деревня Свисталовка  переименована в Луговая.

## Население
| 2010 |
| ---- |
| 3    |